# Marin Čilić
Marin Čilić (n. 28 septembrie 1988, Međugorje, Federația Bosniei și Herțegovinei, Bosnia și Herțegovina) este un jucător de tenis croat. Pe parcursul carierei sale, Čilić a câștigat 21 titluri ATP la simplu, inclusiv US Open 2014. A fost finalist la Campionatele de la Wimbledon din 2017 și la Australian Open 2018. Cea mai înaltă poziție în clasamentul ATP este locul 3 mondial, atins la 29 ianuarie 2018.
Čilić a ajuns cel puțin în sferturile de finală la toate cele patru turnee de Grand Slam și la toate cele nouă turnee ATP Masters 1000. A câștigat medalia de argint la Jocurile Olimpice de la Tokyo 2020 la turneul de dublu alături de Ivan Dodig.